# Roberto Conti
Roberto Conti (Faenza, província de Ravenna, 16 de desembre de 1964) és un ciclista italià, ja retirat, que fou professional entre el 1986 i el 2003.
En els seus inicis va destacar com a escalador, aconseguint la classificació dels joves del Giro d'Itàlia de 1987. Més tard passà a ser un home d'equip, sent un dels millors gregaris de Marco Pantani, primer, i més tard de Mario Cipollini. En el seu palmarès sols trobem dues victòries, una etapa del Tour de França de 1994 i el Giro della Romagna de 1999. En les setze participacions en el Giro va dur 14 dies la maglia rosa i finalitzà dues vegades entre els 10 primers del Tour de França.

## Palmarès
- 1987
  -  1r de la Classificació dels joves del Giro d'Itàlia
- 1994
  - Vencedor d'una etapa del Tour de França
- 1999
  - 1r al Giro della Romagna

### Resultats al Tour de França
- 1990. 18è de la classificació general
- 1991. 29è de la classificació general
- 1992. 84è de la classificació general
- 1993. 14è de la classificació general
- 1994. 6è de la classificació general. Vencedor d'una etapa
- 1995. Abandona (2a etapa)
- 1996. Abandona (pròleg)
- 1997. 10è de la classificació general
- 1998. 60è de la classificació general
- 1999. Abandona (9a etapa)
- 2000. 16è de la classificació general

### Resultats al Giro d'Itàlia
- 1987. 15è de la classificació general.  1r de la Classificació dels joves
- 1988. 33è de la classificació general
- 1989. 12è de la classificació general
- 1990. 29è de la classificació general
- 1991. 42è de la classificació general
- 1992. 9è de la classificació general
- 1994. 19è de la classificació general
- 1995. 89è de la classificació general
- 1997. 18è de la classificació general
- 1998. 29è de la classificació general
- 2000. 44è de la classificació general
- 2001. 55è de la classificació general
- 2002. 79è de la classificació general
- 2003. 56è de la classificació general

### Resultats a la Volta a Espanya
- 2001. 26è de la classificació general